# Libres (álbum de José Arbulú)
Libres es el primer disco como solista de José Arbulú, lanzado en enero de 2006. En este disco, acompañan en la batería, Christopher Farfán; en el bajo, el cubano Alexis Tamayo; en los teclados, Rocío Madueño; en la guitarra, Ricardo Solís, Rafo Arbulú y Raúl Montañés; y en los coros, Caroline Cruz, Rocío Madueño y Diego Dibós, exvocalista de TK. Este último interpreta además un tema a dúo con el Mar de Copas, Manolo Barrios.

## Lista de canciones
1. Montaraz
2. Ríete
3. Pequeño saltamontes
4. Cuando esté lejos
5. Más allá
6. Alba matutina
7. Historia de broncas
8. Arlequín
9. Canción final
10. Libres
11. Ella era un ángel
12. Tontas lágrimas
13. Cazador
14. Fantasma